# Farmacogenómica

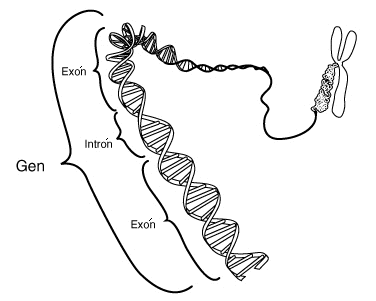
Genes

La farmacogenómica es el estudio de la contribución de las diferencias en el genoma completo de un individuo a la variación en las respuestas a los medicamentos. Esas diferencias afectan en la producción y/o función de proteínas específicas que participan en los distintos procesos por los cuales pasa un medicamento en el organismo (absorción, distribución, metabolismo y excreción), generando variabilidad en la respuesta a los fármacos, determinada por las variantes genéticas de cada individuo.
Esta disciplina combina la farmacología y la genómica para desarrollar medicamentos efectivos y seguros, a dosis que se adaptarán al genotipo de una persona.

## Antecedentes
Diferentes pacientes a menudo responden de manera bastante diferente a la misma dosis de un medicamento dado; la variabilidad en respuesta a la terapia farmacológica es la regla, no la excepción. Existen factores fisiológicos y ambientales comunes que causan diferentes efectos de los medicamentos entre los pacientes. Sin embargo, incluso cuando se tienen en cuenta estos factores, sigue habiendo una gran variabilidad en la respuesta individual al fármaco.
La variabilidad interindividual en respuesta a los fármacos complica el descubrimiento y la aprobación de nuevos medicamentos. Tales preguntas a menudo resultan en fármacos potencialmente beneficiosos que nunca llegan al mercado debido a la toxicidad en un subgrupo de sujetos, o en la retirada de medicamentos útiles del mercado cuando se observan eventos adversos graves en un pequeño porcentaje de pacientes. Identificar el origen de la variabilidad en la respuesta al fármaco ayuda a desarrollar medicamentos seguros y eficaces en el paciente elegido correctamente.
A partir de la publicación de los datos del Proyecto del Genoma Humano, se comprende mejor el impacto de las diferencias genéticas en diversas funciones biológicas, incluyendo el impacto de estas en resultados de farmacología clínica, incluyendo efectos adversos y eficacia.La farmacogenómica ha tenido un gran desarrollo en los últimos años debido a las tecnologías de la era de la genómica. Actualmente los esfuerzos de la farmacogenómica se centran en el estudio de polimorfismos en la secuencia de ADN, patrones de expresión de ARNm, el proteoma, el metaboloma, etc. y el efecto de todos estos elementos en la respuesta a fármacos.
Un objetivo de la farmacogenómica es la creación de fármacos a la medida para cada paciente y adaptados a sus condiciones genómicas. Entender el funcionamiento del genoma y la influencia que podría tener en la efectividad de ciertos fármacos se cree será la "clave" para crear drogas personalizadas que tengan una gran eficacia y efectos secundarios mínimos. 
Es importante tomar en cuenta, que además de factores genéticos, el medio ambiente, la dieta, el estilo de vida y el estado de salud, pueden influir sobre la respuesta de una persona a un fármaco.

## Diferenciación de términos farmacogenética y farmacogenómica
Aunque algunas definiciones consideran farmacogenética y farmacogenómica como sinónimas, sí existen diferencias con respecto a sus objetivos y aplicaciones. Ambos estudian la influencia de los genes sobre la respuesta a fármacos, pero la farmacogenética se refiere a la respuesta dependiente de genes únicos (monogenéticas), mientras que la farmacogenómica incluye la influencia de todo el genoma del individuo, incluyendo genes, ARN mensajero, síntesis de proteínas y metabolitos.Si bien el término farmacogenética se utiliza en gran medida en relación con los genes que determinan el metabolismo de los fármacos, farmacogenómica es un término más amplio que abarca todos los genes en el genoma que pueden determinar la respuesta al fármaco.
Aunque la distinción pareciera arbitraria y que ambos términos se usan indistintamente, ha aparecido una gran cantidad de artículos sobre farmacogenómica en varias revistas. Además, se han lanzado tres nuevas revistas con el término farmacogenómica en su título (Pharmacogenomics, The American Journal of Pharmacogenomics y The Pharmacogenomics Journal). Esto se debe a que la farmacogenómica se considera un área muy importante para mejorar la terapia farmacológica y la prescripción en el futuro.

## Objetivos
Medicamentos con mejor eficacia.
La creación de medicamentos basados en las proteínas, enzimas y moléculas de ARN asociadas con genes y las enfermedades implicará que el medicamento sea más específico y potente. Esto facilitará el descubrimiento de fármacos y permitirá generar terapias más específicas para determinadas enfermedades. Esta precisión no solo maximizar efectos terapéuticos, sino también disminuir el daño a las células sanas.
Medicamentos más seguros:
En lugar del método estándar de ensayo y error, los médicos serán capaces de analizar el perfil genético del paciente y prescribir el mejor tratamiento farmacológico disponible desde el principio. Esto no facilitará encontrar el medicamento correcto, sino que acelerará el tiempo de recuperación y aumentará la seguridad ya que la probabilidad de reacciones adversas se ve disminuida y prácticamente erradicada. 
Métodos más exactos para determinar la dosis apropiada de fármaco: 
Los métodos actuales de basar la dosis en el peso y la edad se reemplazará con dosis basadas en la genética de una persona - lo bien que el cuerpo procesa el medicamento y el tiempo que se necesita para metabolizar. Esto maximizará el valor de la terapia y disminuirá la probabilidad de sobredosis.
Detección avanzada de la enfermedad:
Con una prueba genética, se podrá recetar a una persona seguir un estilo de vida adecuado a una edad temprana a fin de evitar o disminuir la gravedad de una enfermedad genética. Del mismo modo, el conocimiento anticipado de una susceptibilidad a una enfermedad en particular, permitirá el seguimiento cuidadoso, y la aplicación de tratamientos puede ser introducida en la fase más apropiada para maximizar su eficacia.
Reducción de polifarmacia
Un rol potencial de la farmacogenómica es reducir la implementación de pacientes polimedicados, práctica conocida como polifarmacia. Por ejemplo, probablemente debido a prescripciones inadecuadas, pacientes psiquiátricos tienden a recibir más medicamentos que pacientes no psiquiátricos de la misma edad.
Se ha hipotetizado que el uso de fármacos de manera personalizada disminuiría el número de medicamentos que diferentes pacientes requieren para tratar la misma enfermedad. Así se podría disminuir la incidencia de eventos adversos a fármacos y mejorar los resultados terapéuticos, impactando también disminuyendo el costo de los tratamientos. 
Mejoras en el descubrimiento de fármacos y el proceso de aprobación:
Las compañías farmacéuticas serán capaces de descubrir terapias potenciales más fácilmente. Fármacos que anteriormente hayan fallado pueden ser aplicados de nuevo, ya que se corresponderán con la población concreta a la que pueden beneficiar, y no a la población que por tener diferencias génicas, hizo que estos se retiraran del mercado. El proceso de aprobación de medicamentos se verá facilitado ya que los ensayos están destinados a grupos específicos de genética de poblaciones, lo que proporcionará un mayor grado de éxito. El costo y el riesgo de que los ensayos clínicos se reducirá al dirigirse solamente a las personas capaces de responder a un fármaco concreto.
Disminución en el costo global de la atención sanitaria:
El número de reacciones adversas a los medicamentos disminuirá, así como el número de ensayos con medicamentos fallidos, o el tiempo que se tarda en obtener un medicamento aprobado. También la longitud de tiempo que los pacientes tienen que estar con la medicación, el número de pacientes que deben tomar medicamentos para encontrar una terapia eficaz, los efectos de una enfermedad en el cuerpo (a través de la detección temprana), y un aumento en el rango de posibles dianas de fármacos promoverán una disminución neta en el costo del cuidado de la salud.

## Aspectos éticos de la investigación farmacogenómica
La relevancia de la farmacogenética hace necesaria la dilatación de mayor tiempo y esfuerzo a la investigación en esta materia. Necesidad que a su vez obliga a valorar los problemas éticos que pudieran presentarse en el diseño y realización de estas investigaciones, especialmente en el ámbito clínico. Habrá que sumar a las cuestiones que son comunes la investigación con seres humanos, aquellos aspectos éticos relacionados con la investigación genética con seres humanos y/o muestras humanas. Temas que conforman el marco ético en el cual se va desarrollando la investigación farmacogenética. El principal objetivo de la investigación clínica es la obtención del conocimiento generalizable con el fin de mejorar la salud o profundizar el conocimiento sobre la biología humana. El medio para conseguir este fin son los seres humanos que participan en la investigación por lo que se procura primariamente el avance del conocimiento científico que pueda beneficiar a futuros pacientes, y no se busca la curación de cada enfermo individual. Circunstancias en las que siempre es posible durante la investigación clínica someter a un riesgo innecesario o desproporcionado a los participantes. Motivo que hace indispensable establecer requisitos éticos que aseguren los derechos y el trato con respeto a los pacientes en un estudio, al mismo tiempo que están contribuyendo a un bien social.
Uno de los temas de mayor interés para la bioética ha sido siempre la genética, incrementándose el debate ético en torno al tema desde la puesta en marcha del Proyecto Genoma Humano. Actualmente la normativa sobre los aspectos éticos de la investigación genética es muy amplia, un documento de referencia en el que se exponen los principios éticos sobre los que deben apoyarse la investigación sobre genoma humano y sus aplicaciones, es la Declaración universal sobre el genoma humano y los derechos humanos de la UNESCO. Resulta evidente que la investigación genética engloba un campo muy amplio y, por tanto, los temas éticos que se plantean son muy diversos. Entre los problemas éticos relacionados con la genética se encuentran:
- Aspectos relacionados con la genética reproductiva (embriones o la clonación)
- Problemas planteados por la terapia génica y otras técnicas de manipulación genética
- Los problemas éticos derivados de la obtención y utilización de la información genética. Principal problema presente en la investigación farmacogenética.

Actualmente la información genética es considerada una información sensible que debe ser protegida. El énfasis que se ha dado a la información genética ha provocado que la investigación genómica este estrechamente ligada a medidas estrictas para la protección de la confidencialidad de los datos obtenidos. Sin embargo, muchos autores no creen justificado que la información genética deba ser considerada única y merecedora de un tratamiento especial. Primero porque esta postura considera la información genética como algo definitivo, (en lugar de en términos probabilísticos), sin tener en cuenta el papel ejercido por otros factores. Segundo porque esta postura sería manifestación de un “excepcionalismo genético” sin fundamentos, pues otros aspectos relacionados con la salud humana pueden ser igualmente sensibles.
Ciertamente es necesario reconocer que sería un error asumir que la información genética es cualitativamente distinta, sin embargo hay que señalar que en general, las pruebas farmacogenéticas pueden originar una gran información y por este motivo, ser de especial relevancia. A lo que se le añade un aspecto más propio de la genética y que hace referencia a la relevancia que esta información pueda tener en la familia, una comunidad o un determinado grupo étnico.
Hacia los '70 se inicia la reflexión sobre los aspectos éticos de la investigación relacionada con la farmacogenética. En un artículo publicado en 1978 Motulsky señaló algunos de los conflictos éticos que la farmacogenética podría plantear: la estigmatización de grupos más desfavorecidos, la discriminación laboral o social debida a la información genética, o la distribución injusta de los recursos en investigación. La valoración de los aspectos éticos, legales y sociales de la investigación farmacogenética es una necesidad, por lo que debemos conocer con detalles los condicionantes y problemas que la farmacogenética plantea, de esta forma podrá ser regulada mediante normas que, siguiendo los principios éticos generales de la investigación con seres humanos y genética, tengan en cuenta también las peculiaridades de este tipo de investigación.
Uno de los aspectos inherentes a la investigación farmacogenética es que está orientada a lograr la mayor eficiencia posible, especialmente cuando está financiada por la industria farmacéutica. Lo que significa que probablemente no todos los genotipos existentes estarán incluidos en los ensayos clínicos, sino solo los que estén presentes con mayor frecuencia en la población a al que se le quiere aplicar los resultados del estudio. De esta forma, podrían aparecer enfermos con un perfil genético determinado para los cuales no resultaría rentable invertir en el desarrollo de nuevas moléculas, dando lugar a la aparición de nuevos “genotipos huérfanos”. Por ejemplo, en pacientes con asma la presencia de un promotor denominado ALOX5 (araqidonato 5-lipoxigenasa) predice perfectamente la falta de respuesta ante el tratamiento antiasmático convencional. Dado que no existen tratamientos alternativos las personas que presentan el genotipo relacionado con la falta de respuesta serán un ejemplo de genotipo huérfano. Evidentemente, la farmacogenómica no crea los genotipos huérfanos sino que simplemente desvela una situación que se estaba dando de hecho. No obstante, esta situación podría crear problemas relacionados con la justicia distributiva, planteando si es aceptable centrar las investigaciones solo en aquellas áreas en las que se producen mayores beneficios económicos. Ante este problema es necesario proponer alternativas como el desarrollo de incentivos que promuevan la investigación en genotipos menos frecuentes, tal y como se hace actualmente con los medicamentos huérfanos.
Por otra parte la exclusión de determinados grupos étnicos en las investigaciones. Por ejemplo, se podría plantear la inclusión de una determinada raza que fuese más preponderante en los países desarrollados, ya que numerosos estudios han demostrado que la raza es un factor importante para explicar las diferencias en las respuestas a los medicamentos. En consecuencia, si una población determinada es la que predomina en un ensayo clínico, el perfil farmacológico sobre la seguridad y eficacia del medicamento no sería aplicable a otra raza. Esto que justificaría la no exportación del nuevo producto a países en vías de desarrollo, no solo por cuestiones comerciales, sino también científicas dado que no habría datos científicos en los que apoyarse para poder aplicar los resultados de estos ensayos clínicos a otras poblaciones.
Por lo que la protección de las comunidades es un principio sobre el que se debe apoyar toda investigación cuando sus resultados pueden tener consecuencias sobre una raza o grupo ético. Siendo necesario valorar no solo los riesgos y beneficios a nivel individual sino también a los que puedan afectar a una comunidad en su conjunto.